# NGC 653
NGC 653 est une galaxie spirale vu par la tranche et située dans la constellation d'Andromède. NGC 653 a été découverte par l'astronome français Édouard Stephan en 1883.

## Caractéristiques
Sa vitesse par rapport au fond diffus cosmologique est de 5 205 ± 23 km/s, ce qui correspond à une distance de Hubble de 76,8 ± 5,4 Mpc (∼250 millions d'al).
À ce jour, quatre non basées sur le décalage vers le rouge (redshift) donnent une distance de 96,625 ± 3,230 Mpc (∼315 millions d'al), ce qui est nettement à l'extérieur des valeurs de la distance de Hubble. Notons que c'est avec la valeur moyenne des mesures indépendantes, lorsqu'elles existent, que la base de données NASA/IPAC calcule le diamètre d'une galaxie et qu'en conséquence le diamètre de NGC 653 pourrait être d'environ 35,7 kpc (∼116 000 al) si on utilisait la distance de Hubble pour le calculer.
La classe de luminosité de NGC 653 est I-II et elle présente une large raie HI.